# Ceylin del Carmen Alvarado
Ceylin del Carmen Alvarado (født 6. august 1998 i Cabrera, Dominikanske Republik) er en cykelrytter fra Holland.
I 2020 blev hun hollandsk mester, europamester og verdensmester i cykelcross.